# Rungia elegans
Rungia elegans är en akantusväxtart som beskrevs av Dalz. och Gibs.. Rungia elegans ingår i släktet Rungia och familjen akantusväxter. Inga underarter finns listade i Catalogue of Life.